# Filip D'haeze
Filip D'haeze (Eeklo, 3 april 1973) is een Vlaamse presentator en zanger.

## Discografie
Tussen 1991 en 1993 trad hij op onder de naam Phil Dean. In 1994 startte hij met En Zo, een boysband. Na zeven jaar stopte deze band. D'haeze begon in de zomer van 2001 met Swoop. In 2006 kondigde ARS Entertainment aan dat ze de samenwerking met Swoop stopzetten. De manager van Swoop deed enkele weken later hetzelfde. In 2007 kwam D'haeze met een nieuw project: samen met Eveline Cannoot, die deelnam aan Star Academy in 2005, begon hij het duo WHOOPZ. Verder maakte hij al vaker deel uit van kleine projecten zoals Matiz.
D'haeze is vader van twee dochters. Hij is vooral bekend als presentator van de belspelletjes op VTM en 2BE.

### Singles
- Ik heb zo lang op jou gewacht - 1991
- Theo - 1992
- Ik zing nu Wo Oh Wo - 1993
- Kies je eigen kleur - 1994
- Vergeef me - 1995
- Neem me mee - 1995
- Opzij, opzij, opzij - 1995
- Wild en jong - 1996
- Mooi - 1996
- Wild van jou - 1996
- Jij - 1996
- Verliefd - 1996
- Jij hoort bij mij - 1997
- Naar een andere plaats - 1997
- Kom dansen - 1997
- Wij zijn de beste! - 1997
- Wij 4en feest - 1998
- Wat ben je mooi, meid - 1998
- Ik ga de nacht in - 1998
- Meisjesmix - 1998
- Ambimix - 1999
- Negentien - 1999
- Hopeloos verloren - 1999
- Ik sta op straat - 1999
- Als ik maar bij je slapen mag - 2000
- Hitmix - 2000
- Una Palmo Blanco - 2001
- Country Roads - 2002
- She looks so sexy - 2003
- Speedy Gonzales - 2003
- In het kleine café aan de haven - 2003
- We like 2party - 2003
- Hands up - 2004
- The greatest lover - 2005
- Dubi Dam Dam - 2006
- Allez Allez Zimbabwe - 2006
- Zomersproetjes - 2007
- Ladioo, Sporting go - 2010 (Clublied KSC Lokeren Oost-Vlaanderen)
- Meisjes met rode haren - 2011
- Te Quiero - 2017
- Nina Bonita - 2017
- Filou C'est Fou - 2018
- Do You think i'm Sexy - 2019
- Ik Wil van jou zijn - 2020

### Albums
- En Zo... VOORT! - 1996
- En Zo... MEER - 1998
- Toen en Nu - 2000
- We like 2 party - 2004

### Dvd
- We like 2 party - 2004

### Trivia
- D'haeze is sinds seizoen 2009-2010 ook bekend als "Mister Sporting" bij voetbalclub Sporting Lokeren. Hij maakte het clublied van de club, getiteld Ladioo, Sporting go!.